# HomePod mini
HomePod mini — уменьшенный и удешевлённый вариант беспроводного полноразмерного смарт-динамика HomePod, разработанный компанией Apple, снабженный голосовым управлением, и использующий в своей работе облачный персональный голосовой помощник Siri, работающий по принципу вопросно-ответной системы.

## История
Продукт Apple HomePod mini был объявлен 13 октября 2020 года, а его розничные продажи начались 16 ноября 2020 года по цене 99$.
27 января 2021 года Apple выпустила обновление для HomePod mini, которое реализует новые возможности использования чипа Apple U1.
12 марта 2021 года Apple заявила о завершении производства оригинального полноразмерного умного динамика Apple HomePod в пользу HomePod mini.

## Описание
HomePod Mini работает на базе чипа Apple S5, который также используется в Apple Watch Series 5 и Apple Watch SE. Это улучшает интеграцию Continuity и Handoff позволяет Siri распознавать до шести голосов людей и персонализировать ответы на каждый из них, а также добавляет функцию интеркома, которая также доступна на iPhone, iPad и Apple Watch, что позволяет пользователям с несколькими HomePod общаться друг с другом в разных комнатах.
Беспроводные возможности HomePod Mini включают Wi-Fi 4, Bluetooth 5 и сверхширокополосный чип для близости устройства и передачи AirPlay Handoff. Он поддерживает сетевой протокол Thread, который поддерживается рабочей группой Connected Home over IP. Она имеет несоединимый кабель USB-C и поставляется с адаптером питания на 20 Вт.
Он предназначен для работы при температурах от 0° до 35 °C при относительной влажности от 5 % до 90 % (без конденсации); и на высоте до 3 000 м (10 000 футов).
Он совместим с устройствами под управлением iOS 14 и iPadOS 14 и более поздних версий версий. tvOS 15 позволяет Apple TV использовать HomePod Mini как динамик с поддержкой стереопары.
18 октября 2021 года Apple объявила, что к существующим серым и белым моделям в линейке будет добавлена синяя, оранжевая и жёлтая версии. Новые цвета имеют тонированный сенсорный дисплей, который является более светлым оттенком цвета корпуса, и плетеный кабель также окрашен соответственно.
| Цвет | Название     |
| ---- | ------------ |
|      | Серый космос |
|      | Синий        |
|      | Белый        |
|      | Жёлтый       |
|      | Оранжевый    |

## Продажи
В I квартале 2021 года было продано около 2,18 миллиона единиц HomePod Mini, что составляет 91 % от продаж умных колонок Apple вместе с оригинальным HomePod, во II квартале 2021 года было продано уже 2,5 миллиона единиц по всему миру, а в III — 4 миллиона.

## Оборудование
В Apple HomePod mini используются 64-битный 2-ядерный микропроцессор Apple S5 ARM-архитектуры и чип Apple U1 для обеспечения беспроводной связи Wi-Fi по технологии AirPlay 2. Так же он включает в себя четыре встроенных микрофона, служащих для получения команд от пользователя и прослушивания любых звуков, окружающих прибор.